# Alan Jacobson
Alan Jacobson (1961 New York) je americký spisovatel. Je známý především jako autor thrillerů a akčních románů. Jeho články z literatury faktu, povídky, filmové recenze a fotografie byly uveřejňovány v různých časopisech, například Variety, The Strand Magazine, Suspense Magazine, bulletinu Sacramento Valley Chiropractic Association. Jeho knihy vyšly v mnoha zemích, na některé zakoupil autorská práva Hollywood. Debutový román Alana Jacobsona Falešná obvinění se dočkal televizní adaptace v Česku.

## Život a dílo
Vyrostl v Queens, vystřídal řadu zaměstnání, které ho později ovlivnily jako spisovatele. V roce 1982 získal bakalářský titul z angličtiny na Queens College, City University of New York a v roce 1985 doktorát z chiropraxe na Palmer College of Chiropractic-West v Kalifornii. Svou kariéru zahájil jako doktor chiropraxe, později byl státem Kalifornie jmenován do pozice kvalifikovaného lékařského hodnotitele a sloužil jako soudní znalec v soudním systému. Kvůli zranění byl nucen opustit své zaměstnání. Dlouhá léta působil ve výzkumu a výcviku v rámci Útvaru behaviorální analýzy Federálního úřadu pro vyšetřování (FBI), Úřadu pro potírání drog (DEA), United States Marshals Service, Úřadu pro alkohol, tabák, zbraně a výbušniny (ATF), Policejního oddělení města New York (NYPD), Scotland Yardu, Protiteroristické jednotky (SWAT), United States Navy SEALs a Armády Spojených států amerických.
Proslavil se sérií o profilovačce FBI Karen Vailové a sérií Operations Support Intelligence Group (OPSIG Team Black). Svůj první román Falešné obvinění vydal v roce 1998, kniha se stala v roce 2003 předlohou televizního zpracování v Česku.
V roce 2008 vyšel thriller The 7th Victim, ve kterém se hlavní hrdinkou stala zvláštní agentka Karen Vailová jako hlavní profilovačka FBI. Postupně vycházejí s touto postavou další knihy Crush (2009), Velocity (2010), Inmate 1577 (2011), No Way Out (2012), Spectrum (2013), The Darkness of Evil (2017), Red Death (2020). Karen Vailová se poprvé objevuje v povídce Fatal Twist. Alan Jacobson je také autorem povídky Double Take.
Román The Hunted ze série OPSIG Team Black vyšel v roce 2001, další romány ze série Hard Target (2012), The Lost Codex (2015), Dark Side of the Moon (2018).